# Señorita Panamá 2003
Señorita Panamá 2003, el 21ª certamen de Señorita Panamá y 38.ª celebración del concurso Miss Panamá, se llevó a cabo en el Figali Convention Center, Panamá, Panamá, el 26 de noviembre de 2003, después de semanas de eventos. La ganadora del concurso fue Jessica Patricia Rodríguez Clark. El concurso fue transmitido en vivo por RPC Panamá.
Cerca de 11 concursantes de todo Panamá compitieron por la prestigiosa corona y título. Al final de la noche de la competencia, el reina saliente Stefanie de Roux Martín de Panamá Centro coronó a Jessica Rodríguez de Panamá Centro como la nueva Señorita Panamá.
En la misma noche se celebró la elección de "Señorita Panamá Mundo", se anunció a la ganadora del título Señorita Panamá Mundo. Señorita Panamá Mundo 2002 Yoselín Sánchez Espino de Los Santos coronó a Melissa Del Carmen Piedrahita de Panamá Centro como la nueva Señorita Panamá Mundo.
Rodríguez compitió en la 53 ª edición del concurso Miss Universo 2004, que se celebró en el Centro de Convenciones CEMEXPO en la ciudad de Quito, Ecuador el 1 de junio de 2004. Ella ganó el premio al mejor traje nacional. 
Piedrahíta compitió en la 54° edición de Miss Mundo 2004, y se celebró en el Teatro Crown of Beauty, Sanya, República Popular de China, el 6 de diciembre de 2004.

## Resultado final
| Resultad Final        | Concursante                                          |
| --------------------- | ---------------------------------------------------- |
| Señorita Panamá 2003  | - Panamá Centro - Jessica Rodríguez                  |
| Señorita Panamá Mundo | - Ciudad de Panamá - Melissa Del Carmen Piedrahita   |
| 1ª finalista          | - Ciudad de Panamá - Giselle Marie Bissot Kieswetter |
| 2ª finalista          | - Ciudad de Panamá - Marianina Tissera Puello        |
| 3ª finalista          | - Ciudad de Panamá - Lilianne Thompson Franceschi    |

### Premios especiales
| Resultado Final                         | Diseñador        | Tema                    | Concursante       |
| --------------------------------------- | ---------------- | ----------------------- | ----------------- |
| Mejor Traje Nacional para Miss Universo | Rogelio González | “Princesa Precolombina” | Marianina Tissera |

| Award           | Contestant               |
| --------------- | ------------------------ |
| Miss Simpatía   | Fariba Hawkins Vásquez   |
| Miss Fotogénica | Gabriela Moreno González |

### Judges
- Luis Lucho Ortega[3]
- Fanny De Cardoze
- María Sofía Velázquez - Señorita Panamá 1993
- Kathia Vargas
- Rosario Rivera

## Concursantes
Estas son las concursantes que han sido seleccionadas este año.
| #  | Representa    | Concursante                     | Edad | Estatura (m) | Residencia |
| -- | ------------- | ------------------------------- | ---- | ------------ | ---------- |
| 1  | Panamá        | Fariba Hawkins Vásquez          | 24   | 1.70         | Panamá     |
| 2  | Panamá        | Lilianne Thompson Franceschi    | 18   | 1.70         | Panamá     |
| 3  | Panamá        | Ana Karina Abrego Argudo        | 21   | 1.70         | Panamá     |
| 4  | Panamá Centro | Melissa Del Carmen Piedrahita   | 21   | 1.75         | Panamá     |
| 5  | Panamá        | Marianina Tissera Puello        | 20   | 1.80         | Panamá     |
| 6  | Panamá        | Kimberly Barroso                | 22   | 1.74         | Panamá     |
| 7  | Panamá        | Gabriela Moreno González        | 21   | 1.70         | Panamá     |
| 8  | Panamá Oeste  | Anabella Hale Ruiz              | 20   | 1.77         | Chorrera   |
| 9  | Panamá Centro | Jessica Rodriguez Clark         | 21   | 1.79         | Panamá     |
| 10 | Panamá        | Giselle Marie Bissot Kieswetter | 20   | 1.73         | Panamá     |
| 11 | Panamá        | Lauren Johnson                  | 18   | 1.73         | Panamá     |

## Calendario de elección
- viernes 5 de agosto la presentación a la prensa en el Hotel Hotel Continental.
- miércoles 25 de noviembre selección del Mejor Traje Nacional.
- jueves 26 de noviembre noche final, coronación de Señorita Panamá 2003.